# Sonamoo
Sonamoo (hangul: 소나무; rr: Sonamu; estilizado SonAmoo, literalmente Pinheiro) é um grupo feminino sul-coreano formado pela TS Entertainment. Elas estrearam em dezembro de 2014 com o single "Deja Vu". O grupo é formado atualmente por uma integrantes:  High.D. A formação original do grupo incluía as integrantes Nahyun e Sumin, que deixaram o grupo após entrar com uma ação judicial contra a TS Entertainment. Minjae, D.ana, Euijin e NewSun deixaram o grupo depois que seus contratos com a TS Entertainment expiraram. Os relatórios do SPOTV News também afirmam que SONAMOO está oficialmente dissolvido, pois 6 dos 7 membros do grupo feminino terem deixado a TS Entertainment.

## História

### 2014–2015: Estreia comDeja Vue retorno comCushion
Em 29 de dezembro de 2014, Sonamoo estreou oficialmente com o lançamento de seu extended play de estreia, Deja Vu e realizou sua performance de show de estreia. O álbum estreou na posição número um no gráfico de álbuns semanal da Gaon. Em 25 de fevereiro de 2015, elas começaram a promover outra música do álbum' intitulada Just Go.
A primeira performance no exterior de Sonamoo foi no Japão em 15 de março de 2015, apresentando em Shibuya e também desfilou para Onitsuka Tiger x Andrea Pompilio.
Elas tiveram sua segunda atividade no exterior em Singapura em 22 de maio de 2015 para Kpop Night Out Music Matters em Clarke Quay.
Em 20 de julho de 2015, a Sonamoo fez seu retorno com Cushion através do canal da 1theK e o lançamento do videoclipe através do canal oficial YouTube da TS Entertainment. A canção principal foi co-produzida por EastWest e ₩uNo, que é conhecido por ser o ex-membro do grupo Speed, Taewoon. Os membros D.ana e NewSun também participaram da composição do rap para duas canções: Deep e Let's Make A Movie. Em 1 de setembro de 2015, elas começaram a promover Round N Round, outra canção do álbum.

### 2016-2017:I Like U Too Much, I Think I Love UHappy Box Projecte "I (Knew it)"
Em 10 de junho de 2016, a TS Entertainment anunciou que o grupo teria um retorno com seu terceiro mini-álbum I Like U Too Much.
Em 21 de dezembro, a TS Entertainment anunciou que o grupo retornará com seu primeiro álbum completo Do I Like You?, em 9 de janeiro de 2017. O single principal é uma faixa de dança mais brilhante produzida pelo hitmaker Shin Hyuk.
Em 27 de julho, a TS Entertainment revelou uma imagem teaser para Happy Box Project de Sonamoo, revelando que o grupo lançará três singles ao longo de vários meses. O primeiro single Friday Night foi lançado em 14 de agosto. As partes do rap foram escritas pela integrante NewSun.
A integrante Euijin foi revelada como concorrente do novo programa da KBS, chamado The Unit, que foi exibido pela primeira vez em 28 de outubro de 2017. Em 6 de novembro, Sonamoo lançou uma continuação de Happy Box Project, intitulado I (Knew It), sendo que a faixa principal "I (knew it) tem mais de 2,5 milhões de views no youtube.

### 2019-presente: Saída de Nahyun e Sumin, Processo contra a TS e lançamento com 4 membros
Em 23 de setembro, foi relatado que os membros da SONAMOO, Nahyun e Sumin, entraram com pedido para rescindir seus contratos com a TS Entertainment em maio. No entanto, como ainda não recebiam uma resposta da agência, procuraram representação legal em agosto passado. Com relação ao assunto, a agência permaneceu decididamente em silêncio, com uma fonte simplesmente afirmando que "fazer uma declaração oficial é difícil". Enquanto isso, de acordo com especialistas do setor, Nahyun e Sumin não são os únicos membros da SONAMOO que desejam rescindir o contrato com a TS Entertainment, acrescentando que outros membros estão atualmente se preparando para fazer seus próprios pedidos.
No dia 26 de setembro elas lançaram um MV para a música "We Are Legendary" que é uma colaboração do grupo com um jogo muito conhecido na Ásia, o MV representa as integrantes em um conceito mais maduro e dance. O MV conta apenas com 4 integrantes da formação.
A TS Entertainment divulgou uma declaração oficial sobre a Nahyun e Sumin e expressando que eles iriam lançar uma ação legal contra os dois membros e revelou que as SONAMOO continuariam como um grupo de cinco membros.
TS Entertainment – Declaração sobre Ação Judicial feita pela Nahyun e a Sumin:

'' Olá, aqui é a TS entertainment.
Esta é a nossa declaração oficial sobre as SONAMOO.

Em agosto passado, a Nahyun e a Sunmi, das SONAMOO, lançaram uma ação judicial para confirmar a inexistência dos seus contratos.
No início deste ano [2019], [Nahyun e Sumin] enviaram-nos uma certificaão de conteúdo referente à rescisão de contrato.. Elas estavam a treinar sem problemas até o dia anterior à chegada dos documentos, mas depois, de repente, cortaram contato mesmo com as colegas.
As ações inesperadas dos dois membros afetaram bastante o resto dos membros, que queriam proteger o grupo. As suas ações danificaram as promoçoes do grupo como um todo, afetando o lançamento, os horários e os eventos do álbum do grupo.
Após discussões aprofundadas com os membros restantes e os pais dos membros sobre como devemos proceder, decidimos que as SONAMOO continuarão como um grupo de cinco membros.
Além disso, tomaremos medidas legais em relação aos dois membros que causaram estes problemas com as suas decisões unilaterais.
Concluindo, pedimos desculpas por causar preocupação a todos aqueles que amam os nossos artistas e daremos todo o nosso apoio para que os membros restantes das SONAMOO possam continuar as promoções.

Obrigado.''

## Integrantes
- Minjae[2] (hangul: 민재), nascida Seong Min-jae (hangul: 성민재) em 18 de dezembro de 1994 (30 anos) em Busan, Coreia do Sul. Ela e Nahyun foram as últimas integrantes que se tornaram estagiárias da TS Entertainment.[20] Em algumas ocasiões, ela substituiu Song Jieun para performar Cool Night.
- D.ana[2] (hangul: 디애나), nascida Jo Eun-ae (hangul: 조은애) em 10 de setembro de 1995 (29 anos) em Seul, Coreia do Sul. Ela é a terceira integrante que se tornou estagiária da TS Entertainment. Em 31 de outubro de 2014, através de seu fancafe oficial, um vídeo de seu rap auto-escrito e sua silhueta foram liberados pela gravadora.[21] No mesmo dia, sua gravadora pediu a seus fãs para escolher um nome artístico para ela. E em 19 de novembro de 2014, revelou-se que seu nome artístico é D.ana, que provém do nome Diana, de uma deusa da lua na mitologia romana.
- Euijin[2] (hangul: 의진), nascida Hong Eui-jin (hangul: 홍의진) em 8 de outubro de 1996 (28 anos) em Gwangju, Coreia do Sul. Ela foi segunda integrante que se tornou estagiária da TS Entertainment, logo após Sumin.[20] Ela foi estagiária da JYP Entertainment. A TS Entertainment revelou-a oficialmente junto com Nahyun e NewSun. Antes da estreia, ela podia ser vista como dançarina de apoio de Untouchable e apareceu em alguns episódios do Ta-Dah It's B.A.P.
- High.D[2] (hangul: 하이디), nascida Kim Do-hee (hangul: 김도희) em 21 de dezembro de 1996 (28 anos) em Suwon, Gyeonggi-do, Coreia do Sul. Ela foi a quinta integrante que se tornou estagiária da TS Entertainment.[20]

- NewSun[2] (hangul: 뉴썬), nascida Choi Yoon-sun (hangul: 최윤선) em 19 de junho de 1997 (27 anos) na Coreia do Sul. É a mais nova do grupo. Ela foi a quarta integrante que se tornou estagiária da TS Entertainment e uma das primeiras a ser revelada pela gravadora, junto com Nahyun e Euijin.[20] Ela revelou que começou a se interessar pelo rap após ouvir Black Happinnes da Yoon Mi-rae.s "Black Happiness".[22] Ela foi estagiária da Woollim Entertainment.

## EX- integrantes
Sumin (hangul: 수민), nascida Ji Su-min (hangul: 지수민) em 3 de março de 1994 (31 anos) em Yongin, Gyeonggi-do, Coreia do Sul. Ela era a líder do grupo e foi a primeira integrante que se tornou estagiária da TS Entertainment. Deixou o grupo e a empresa em agosto de 2019.
Nahyun (hangul: 나현), nascida Kim Na-hyun (hangul: 김나현) em 9 de dezembro de 1995 (29 anos) em Seul, Coreia do Sul. Ela foi a última integrante que se tornou estagiária da TS Entertainment. Juntamente com NewSun e Euijin, foi a primeira integrante revelada através de seu fancafe oficial. Deixou o grupo e a empresa em agosto de 2019.
Euijin Em 8 de setembro, o SPOTV News relatou que o contrato de exclusividade da SONAMOO com Euijin. Em 9 de setembro, a Mellow Entertainment confirmou que havia assinado um contrato exclusivo com a Euijin. Euijin agora se promoverá com seu nome completo, Hong Eui Jin.
D.Ana Em 13 de setembro, D.ana compartilhou um post na conta oficial de SONAMOO no Instagram informando os fãs sobre sua decisão de deixar o grupo.
Minjae e NewSun SPOTV News informou que seus contratos haviam sido originalmente definidos para expirar no final deste ano, mas que ambos os lados concordaram em rescindir os contratos amigavelmente antes do planejado, após um longo período de discussões.

## Discografia

### Extended plays
| Título            | Detalhes do álbum | Melhores posições nas paradas | Vendas        |
| Título            | Detalhes do álbum | KOR                           | Vendas        |
| ----------------- | --- | ----------------------------- | ------------- |
| Deja Vu           | - Lançamento: 29 de dezembro de 2014 - Gravadora: TS Entertainment, LOEN Entertainment - Formatos: CD, digital download | 1                             | - KOR: 4,260+ |
| Cushion           | - Lançamento: 20 de julho de 2015 - Gravadora: TS Entertainment, LOEN Entertainment - Formatos: CD, digital download    | 7                             | - KOR: 4,196+ |
| I Like U Too Much | - Lançamento: 29 de julho de 2016 - Gravadora: TS Entertainment, LOEN Entertainment - Formatos: CD, digital download    | 7                             | - KOR: 4,387+ |

### Álbuns singles
| Título           | Detalhes do álbum | Melhores posições nas paradas | Vendas        |
| Título           | Detalhes do álbum | KOR                           | Vendas        |
| ---------------- | --- | ----------------------------- | ------------- |
| I Think I Love U | - Lançamento: 9 de janeiro de 2017 - Gravadora: TS Entertainment, LOEN Entertainment - Formatos: CD, digital download | 13                            | - KOR: 4,018+ |
| Happy Box, Pt. 1 | - Lançamento: 14 de agosto de 2017 - Gravadora: TS Entertainment, LOEN Entertainment - Formatos: Digital download     | —                             | —             |
| Happy Box, Pt. 2 | - Lançamento: 6 de novembro de 2017 - Gravadora: TS Entertainment, LOEN Entertainment - Formatos: Digital download    | —                             | —             |

### Singles
| Título                                                                       | Ano  | Melhores posições nas paradas | Vendas (DL)    | Album             |  |
| Título                                                                       | Ano  | KOR                           | Vendas (DL)    | Album             |  |
| ---------------------------------------------------------------------------- | ---- | ----------------------------- | -------------- | ----------------- |  |
| "Deja Vu"                                                                    | 2014 | 109                           | - KOR: 14,030+ | Deja Vu           |  |
| "Cushion"                                                                    | 2015 | 114                           | - KOR: 15,837+ | Cushion           |  |
| "I Like U Too Much"                                                          | 2016 | 123                           | - KOR: 22,591+ | I Like U Too Much |  |
| "I Think I Love U"                                                           | 2017 | —                             | —              | I Think I Love U  |  |
| "Friday Night" (금요일밤)                                                    | 2017 | —                             | —              | Happy Box, Pt. 1  |  |
| ''I (Knew it)''                                                              | 2017 | —                             | —              | Happy Box, Pt. 2  |  |
| "—" denotes releases that did not chart or were not released in that region. |      |                               |                |                   |  |

### Aparições em trilhas sonoras
| Título       | Ano  | Melhores posições nas paradas | Vendas (DL) | Album           |
| Título       | Ano  | KOR                           | Vendas (DL) | Album           |
| ------------ | ---- | ----------------------------- | ----------- | --------------- |
| "First Kiss" | 2016 | —                             | —           | The Miracle OST |

## Videografia

### Videoclipes
| Ano  | Título               | Diretor      |
| ---- | -------------------- | ------------ |
| 2014 | "Deja Vu"            | Desconhecido |
| 2015 | "Just Go"            | Desconhecido |
| 2015 | "Cushion"            | Desconhecido |
| 2016 | "I Like U Too Much"  | Desconhecido |
| 2016 | "First Kiss"         | Desconhecido |
| 2017 | "I Think I Love You" | Desconhecido |
| 2017 | "Friday Night"       |              |
| 2017 | ''I (Knew it)        |              |